# Hrádek (Hradec Králové)
Hrádek è un comune della Repubblica Ceca facente parte del distretto di Hradec Králové, nella regione omonima.

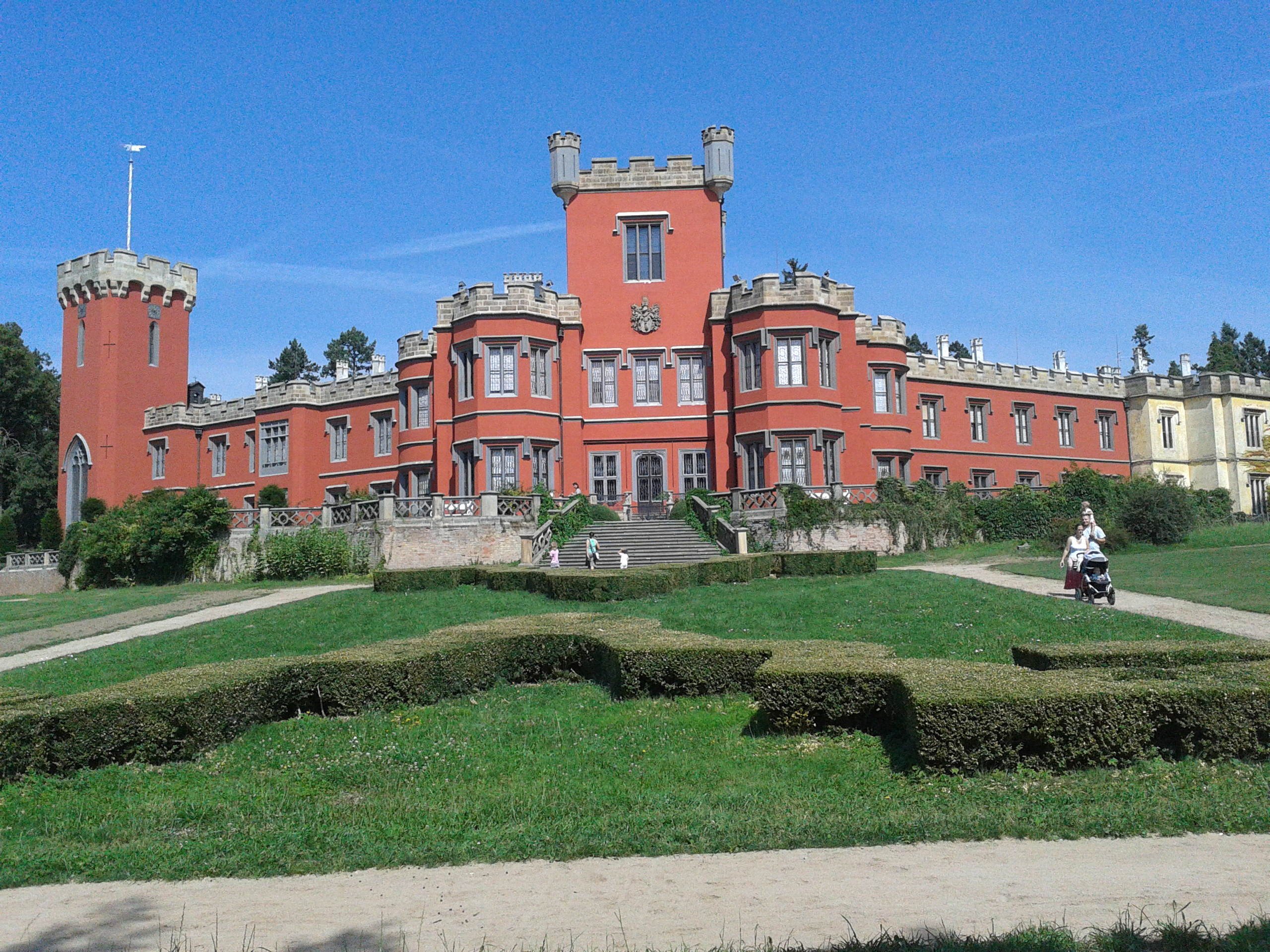
Facciata del castello

## Il castello Hrádek u Nechanic
Si tratta di un castello romantico, in stile neogotico ispirato al castello di Windsor.  Il castello venne costruito negli anni 1841-1854 come sede di rappresentanza di František Arnošt dei conti di Harrach.
Il terreno su cui sorge il castello appartiene al territorio dei comuni di Hrádek e della vicina Nechanice.  L'edificio principale, comunque, appartiene al catasto di Nechanice.